# Шепгердс-Буш (станція)
51°30′18″ пн. ш. 0°13′03″ зх. д. / 51.5051° пн. ш. 0.217561° зх. д.
Шепгердс-Буш (англ. Shepherd's Bush) — станція London Overground та National Rail, у районі Шепгердс-Буш, боро Гаммерсміт і Фулем, Лондон, у 2-й тарифній зоні. Для London Overground — Західнолондонська лінія — між станціями Кенсінгтон (Олимпія) та Віллесден-джанкшен та для National Rail, оператор Southern — між станціями Кенсінгтон (Олимпія) та Вемблі-Сентрал. В 2019 році пасажирообіг станції — 3.351 млн пасажирів
- 29 вересня 2008: відкриття станція[3]

## Пересадки
- На автобуси London Buses маршрутів: 31, 49, 72, 94, 95, 148, 207, 220, 228, 237, 260, 272, 283, 295, 316, 607, C1 та нічний маршрут N207
- Метростанцію Шепгердс-Буш

## Послуги
| Попередня станція    | Лінія | Лінія                                     | Лінія | Наступна станція   |
| -------------------- | ----- | ----------------------------------------- | ----- | ------------------ |
| Кенсінгтон (Олимпія) |       | London Overground Західнолондонська лінія |       | Віллесден-джанкшен |
| Кенсінгтон (Олимпія) |       | National Rail Southern                    |       | Вемблі-Сентрал     |